# اتفاقية فيينا بشأن حركة المرور على الطرق
اتفاقية فيينا بشأن حركة المرور على الطرق هي معاهدة دولية تهدف إلى تسهيل حركة المرور على الطرق الدولية وزيادة السلامة على الطرق من خلال إنشاء قواعد المرور القياسية بين الأطراف المتعاقدة. تم الاتفاق على الإتفاقية في مؤتمر المجلس الاقتصادي والاجتماعي للأمم المتحدة بشأن حركة المرور على الطرق (7 أكتوبر - 8 نوفمبر 1968) واختتمت في فيينا في 8 نوفمبر 1968. دخلت حيز التنفيذ في 21 مايو 1977. تم التصديق على الاتفاقية من جانب 73 دولة ولكن أولئك الذين لم يصدقوا على الاتفاقية قد يكون لا يزالون أطرافا في الاتفاقية عام 1949 بشأن حركة المرور على الطرق. أنتج هذا المؤتمر أيضا اتفاقية لافتات وإشارات الطرق.